# Cistanche ambigua
Cistanche ambigua là loài thực vật có hoa thuộc họ Cỏ chổi. Loài này được (Bunge) Beck mô tả khoa học đầu tiên năm 1930.